# Eusebio Monzó
Eusebio Monzó Alfonso (Valencia, 4 de diciembre del 2000) es un futbolista español que juega como defensa central en la SD Huesca "B" de la Tercera División RFEF.

## Trayectoria
Valenciano, se forma en la cantera del Levante UD. En 2018, se perdió varios meses de competición debido a una grave lesión en la rodilla. Tras recuperarse, pasó a formar parte de la plantilla del filial para la campaña 2019-20.
El 17 de enero de 2020 se oficializa su salida como cedido al CF Intercity de la Tercera División, pero finalmente el Levante UD cambiaría de planes y en el último día de mercado rectificó y lo cedió al CF La Nucía de la Segunda División B. Sin embargo, en julio retornó a su club tras no poder debutar. Finalmente, en el Atlético Levante logró disputar 11 partidos.
El 21 de julio de 2021 firma por la SD Huesca para jugar en su filial en la nueva Segunda División RFEF. Logra debutar con el primer equipo el 29 de mayo del año siguiente al entrar como suplente en la segunda mitad en una derrota por 0-3 frente al Real Valladolid en la Segunda División.
Durante su trayectoria como futbolista ha sido campeón de la selección valenciana sub-18, además de haber sido convocado por la selección de fútbol sub-18 de España. En junio de 2022 fue condecorado con el premio Valores Humanos "Manu de La Paz" en la categoría fútbol masculino.

## Estadísticas

### Clubes
| Club                 | País   | Año       |
| -------------------- | ------ | --------- |
| Atlético Levante UD  | España | 2019-2021 |
| CF La Nucía (cesión) | España | 2020      |
| SD Huesca "B"        | España | 2020-act. |
| SD Huesca            | España | 2022-act. |

### Resumen estadístico
| Categoría                    | Partidos | Goles | Promedio |
| ---------------------------- | -------- | ----- | -------- |
| Segunda División de España   | 1        | 0     | 0        |
| Segunda División B de España | 11       | 0     | 0        |
| Segunda División RFEF        | 31       | 1     | 0.03     |
| Total en su carrera          | 43       | 1     | 0.02     |